# Cheiracanthium tagorei
Cheiracanthium tagorei är en spindelart som beskrevs av Biswas och Dinendra Raychaudhuri 2003. Cheiracanthium tagorei ingår i släktet Cheiracanthium och familjen sporrspindlar.
Artens utbredningsområde är Bangladesh. Inga underarter finns listade i Catalogue of Life.